# Sybra mediomaculata
Sybra mediomaculata är en skalbaggsart som först beskrevs av Heller 1924.  Sybra mediomaculata ingår i släktet Sybra och familjen långhorningar.
Artens utbredningsområde är Filippinerna. Inga underarter finns listade i Catalogue of Life.